# Fernand Lodewick

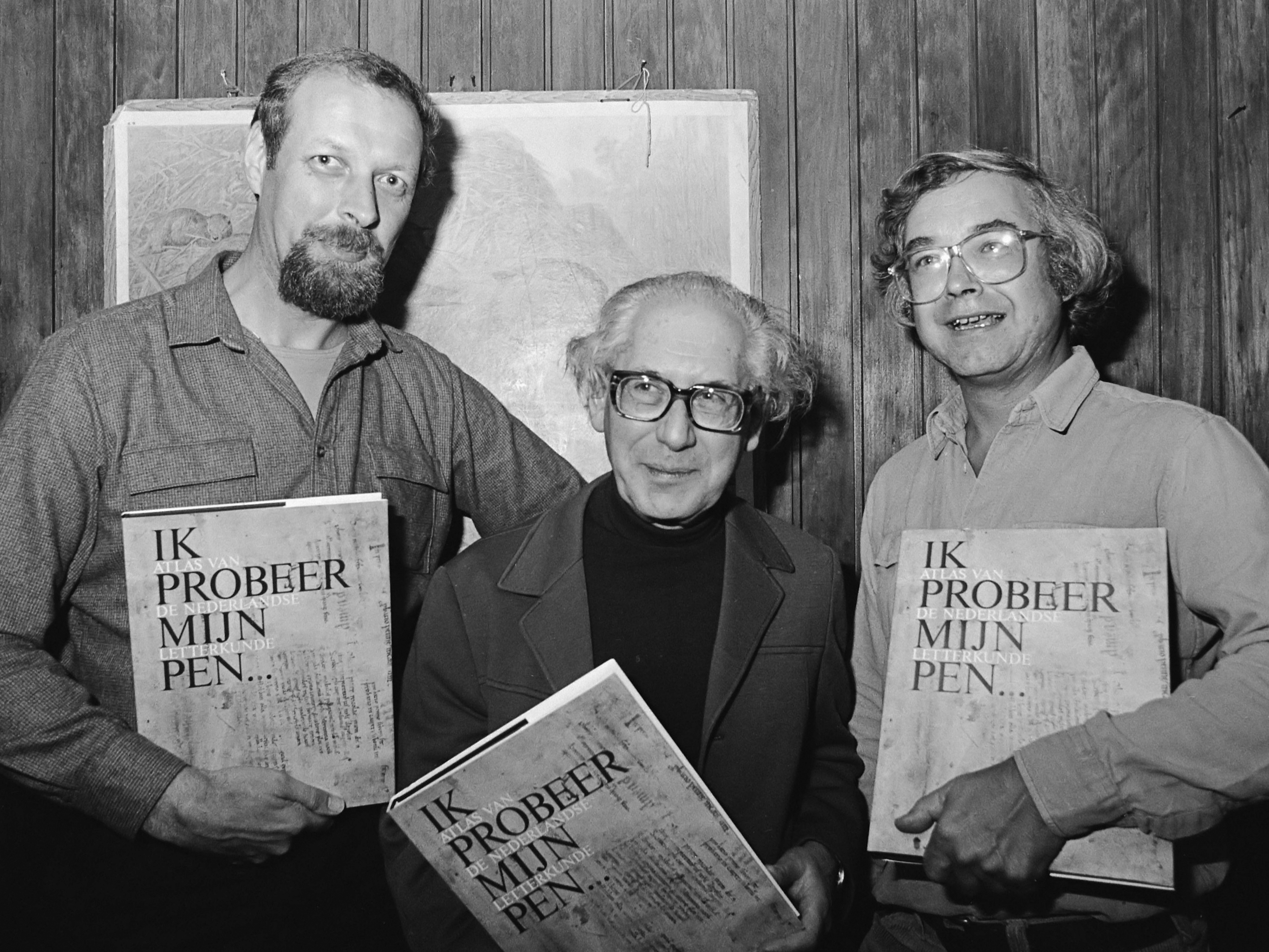
In het midden: Fernand Lodewick, hier geflankeerd door Wam de Moor (links), en Kees Nieuwenhuijzen (rechts), 1979

Herman Joseph Marie Fernand Lodewick (Maastricht, 16 september 1909 - Cadier en Keer, 19 maart 1995) was een Nederlandse neerlandicus, bekend van zijn vele publicaties over de Nederlandse literatuurgeschiedenis.

## Leraarschap
Lodewick heeft heel zijn werkend leven voor de klas gestaan, eerst als onderwijzer bij het lager onderwijs, later, na het behalen van zijn MO-akten, als leraar Nederlands bij het middelbaar onderwijs in Maastricht en bij de lerarenopleiding van de Katholieke Leergangen te Roermond. Hij bleef werken tot 1976, enkele jaren na zijn pensioengerechtigde leeftijd.

## Werk
Fernand Lodewick was een onvermoeibaar schrijver van schoolboeken: tussen 1955 en 1983 publiceerde hij bij Malmberg elf boeken ten behoeve van het literatuuronderwijs. In de loop der tijd zijn er meer dan 1 miljoen exemplaren van zijn boeken verkocht.
Een klassieker waardoor Lodewick bekend zal blijven en die door generaties leerlingen van de middelbare scholen in de jaren vijftig tot tachtig is gebruikt, is zijn leerboek Literaire kunst, met daarnaast zijn tweedelige Literatuur, geschiedenis en bloemlezing (1958-1959), dat tientallen drukken beleefde. 'De Lodewick' is hoogstwaarschijnlijk hét boek waardoor vele Nederlanders in hun jeugd kennis hebben gemaakt met de Nederlandse letterkunde.
Lodewick was tevens met Wam de Moor auteur van Ik probeer mijn pen ...; atlas van de Nederlandse letterkunde (Bert Bakker, 1979), een door Kees Nieuwenhuijzen vormgegeven en uitbundig geïllustreerd werk over de geschiedenis van de Nederlandse literatuur, waarbij hij de literatuur tot 1940 voor zijn rekening nam. In 1979 verscheen eveneens een boek van Lodewick over de dichter Pierre Kemp (Pierre Kemp, in de reeks Grote Ontmoetingen bij Gottmer/Orion).

## Publicaties, een selectie
- 1953. De kunst van het schrijven. Met Frans van Oldenburg Ermke.
- 1955. Literaire kunst.[3] Den Bosch: Malmberg.
- 1958. Literatuur: geschiedenis & bloemlezing, 2 dl. Den Bosch: Malmberg.
- 1979. Ik probeer mijn pen ...: atlas van de Nederlandse letterkunde. Met W.A.M. de Moor en Kees Nieuwenhuijzen. Amsterdam: Bert Bakker.
- 1979. Zonder voetnoten. Bloemlezing uit meer dan 450 literaire radio-causerieën, uitgezonden door de ROZ tussen juni 1955 en januari 1977.
- 1989. Ichthyologie: Gerrit Achterberg en navolger. Door Gerrit Achterberg met medewerking van Fernand Lodewick. Uitg. ter gelegenheid van de tachtigste verjaardag van Fernand Lodewick op 16 september 1989.

## Over Fernand Lodewick
- Frank Vermeulen (1985) "De schoolmeester en zijn liefde voor de literatuur : een interview met H.J.M.F. Lodewick". In: Literatuur. vol. 2 (1985), afl. 3 (mei-juni), pag. 159-163.
- Fred van Leeuwen (1999) "Herman Joseph Marie Fernand Lodewick". In: Jaarboek van de Maatschappij der Nederlandse Letterkunde, p. 112-121